# Uniwersytet Libijski
Uniwersytet Libijski (arab. الجامعة الليبية, Al-Dżami’a al-Libijja) – uczelnia o statusie uniwersytetu publicznego działająca w latach 1955-1973. W latach 70. została podzielona na dwie odrębne uczelnie: Uniwersytet w Trypolisie (późniejszy Uniwersytet Al-Fatih) oraz Uniwersytet w Bengazi (późniejszy Uniwersytet Karjunis).

## Historia
Pomimo trudnej sytuacji ekonomicznej w latach 50. XX wieku, libijski rząd postanowił założyć uniwersytet. Jednakże z powodu braku odpowiedniej kadry wysłał w 1955 delegację do Egiptu, która miała spotkać się z jego ówczesnym premierem Gamalem Abdel Naserem i przekonać go do wysłania kilku wykładowców do Libii. Egipski rząd wyraził zgodę i obiecał przez cztery lata pokrywać pensje czterech wykładowców.
15 grudnia 1955 wydano dekret, który oficjalnie zapoczątkował powstanie uczelni. Jej pierwszym powołanym wydziałem był wydział literatury ulokowany w Bengazi w dawnym pałacu królewskim Al-Manar (tam też powstał pierwszy kampus). Jego dziekanem został profesor Madżid Chadduri, który przyjął na siebie również ciężar jego utrzymania. W kolejnych latach powstały jeszcze wydziały: nauk ścisłych (1956), ekonomii (1957), prawa (1962), rolnictwa (1966) oraz medycyny (1970). 6 października 1968 roku odbyło się otwarcie nowego kampusu w Bengazi, na którym obecny był libijski król Idris I.
W sierpniu 1973 uniwersytet został podzielony na dwie osobne uczelnie. Jedna z nich powstała w Trypolisie, a druga w Bengazi.

## Rektorzy
Lista rektorów Uniwersytetu Libijskiego:
- Mahmud al-Biszti (1956–1958)
- Abd al-Dżawad al-Furajtis (1958–1961)
- Bakri Kaddura (1961–1963)
- Mustafa Ba’ajju (1963–1967)
- Abd al-Maula Dughman (1967–1969)
- Umar at-Tumi asz-Szibani (1969–1973)